# Les Songes drolatiques de Pantagruel

Les Songes drolatiques de Pantagruel constituent une série de 120 gravures publiées par Richard Breton en 1565 sous le nom, usurpé, de François Rabelais. Il s'agit de fantasmagories dessinées sans doute par le couturier François Desprez, ayant lui-même signé une dédicace d'un recueil anonyme, au style semblable, chez le même éditeur. Les planches représentent une série de figures hybrides, monstrueuses et grotesques, évoquant parfois les peintures de Bosch ou de Bruegel. Outre les bizarreries corporelles, apparaissent des travestissements sociaux : vieillards couverts d'armes, religieux s'en allant guerroyer. L'humanité se métisse avec l'animalité, les corps anthropomorphes empruntant des parties de poissons, de singes ou d'oiseaux. Des ustensiles s'incorporent à des êtres mal-formés. Contrairement aux livres d'emblèmes, l'ouvrage ne laisse entendre aucun but précis à cette déclinaison d'étranges figures. Annotant son exemplaire de l'œuvre, Étienne Tabourot s'est amusé à dénommer chacune des figures, s'exerçant à un jeu linguistique et cratyléen à partir de ces images. Les utilisant également comme un support de son imaginaire, Salvador Dali a réinterprété ces images à sa manière par une série de lithographies qui en reprend et détourne les motifs.

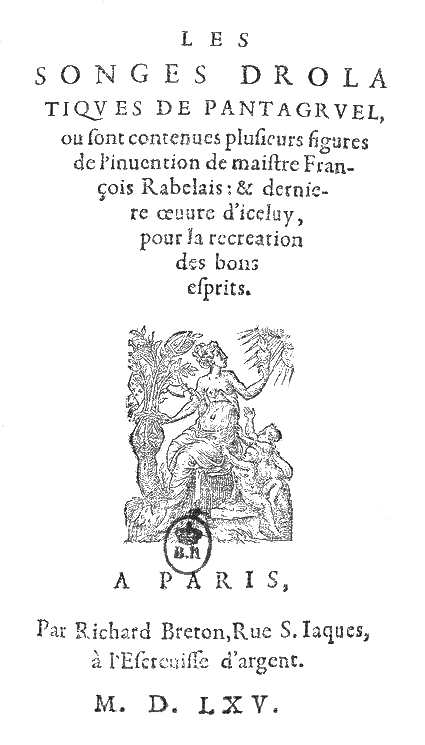
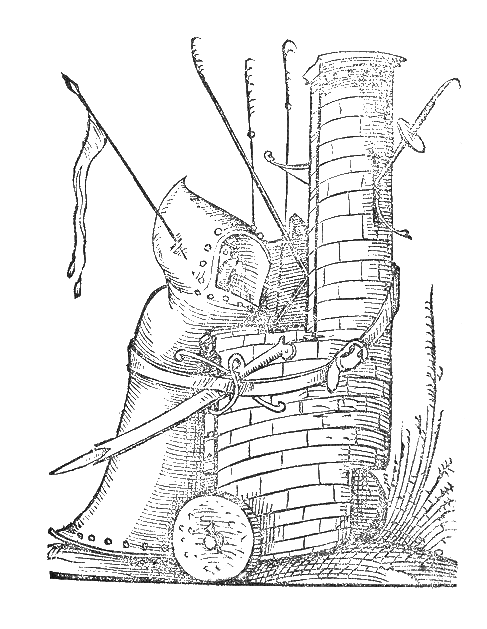
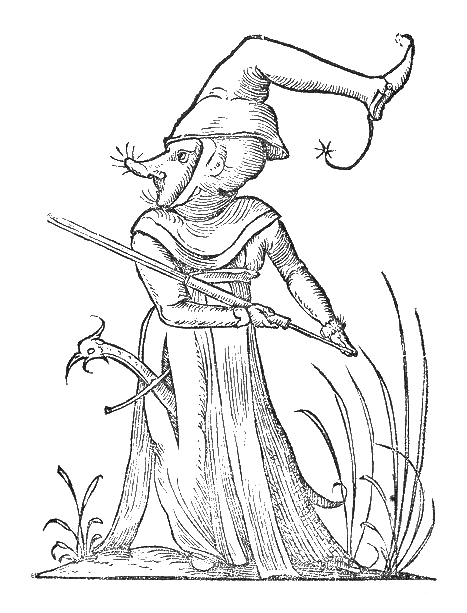
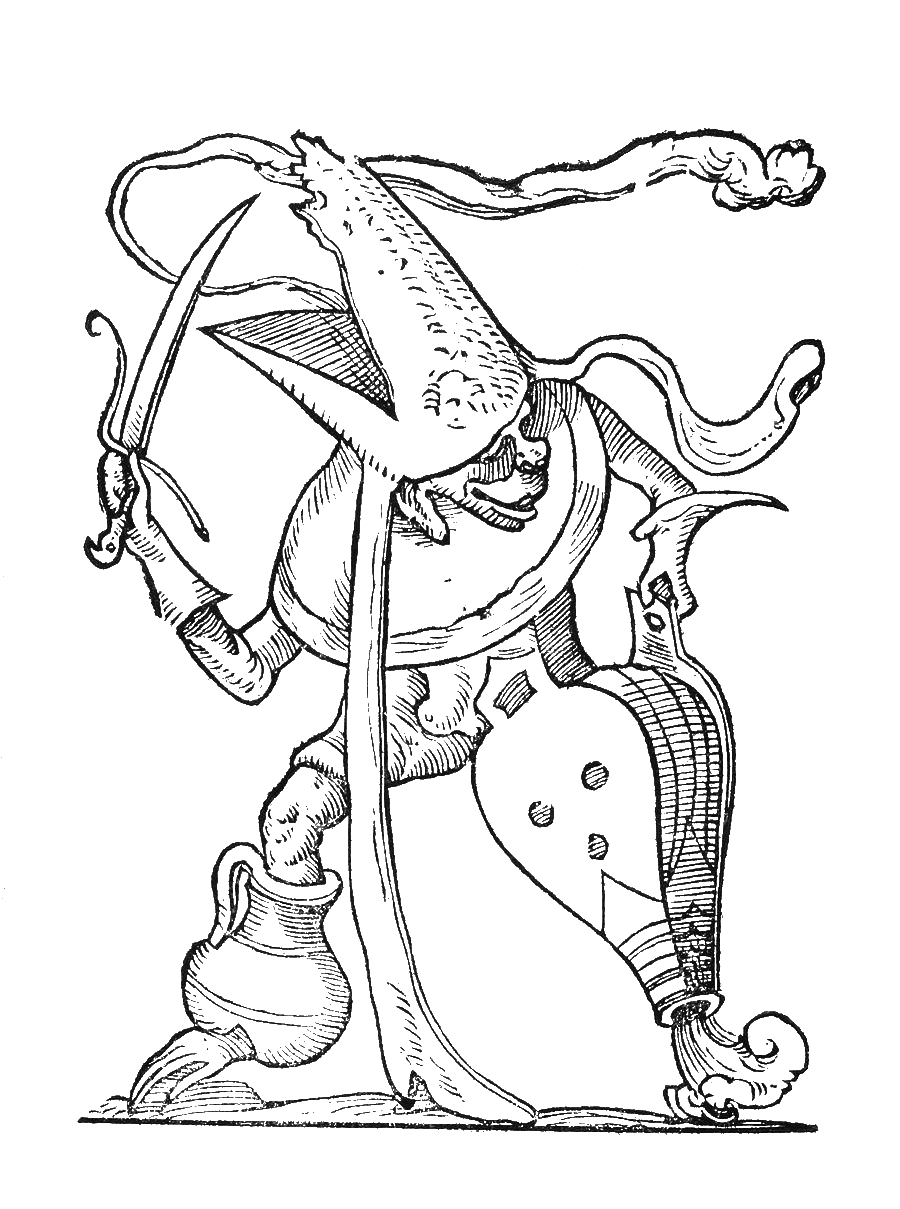
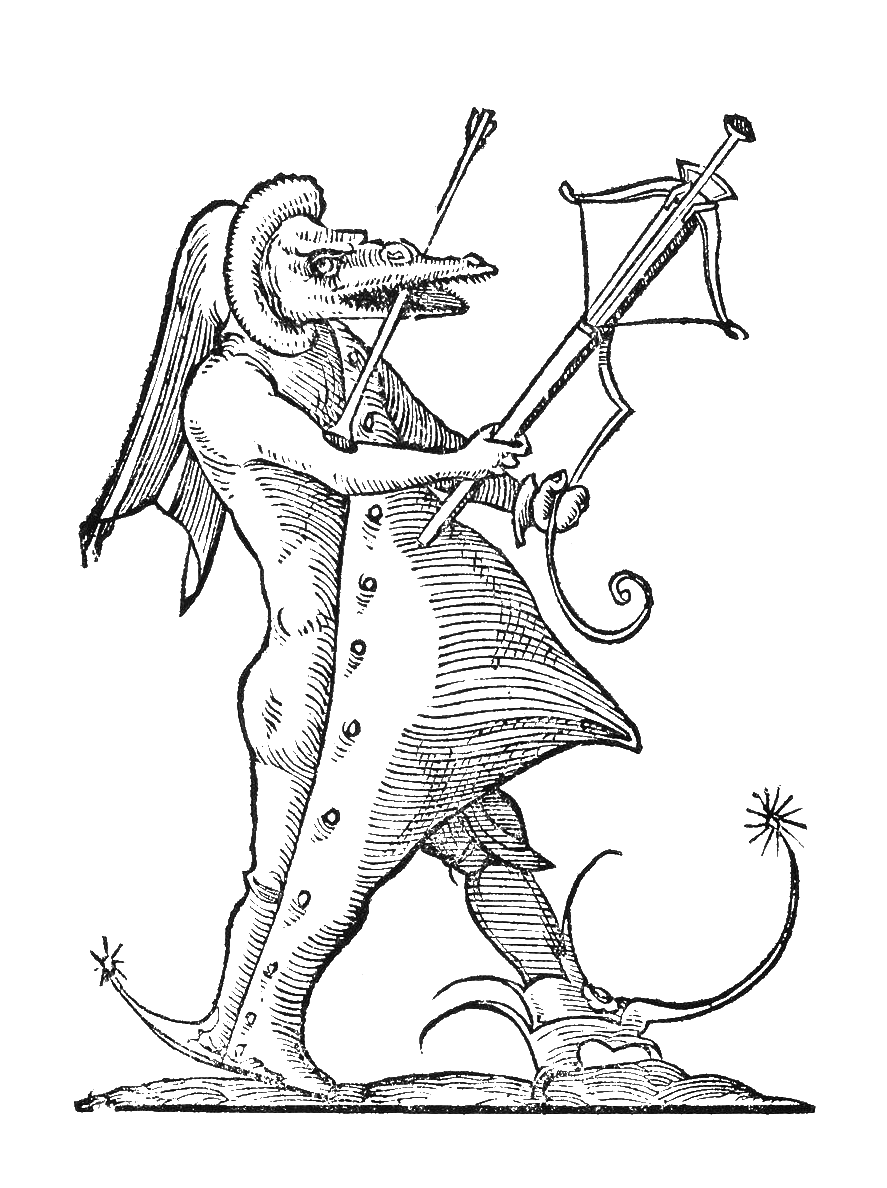
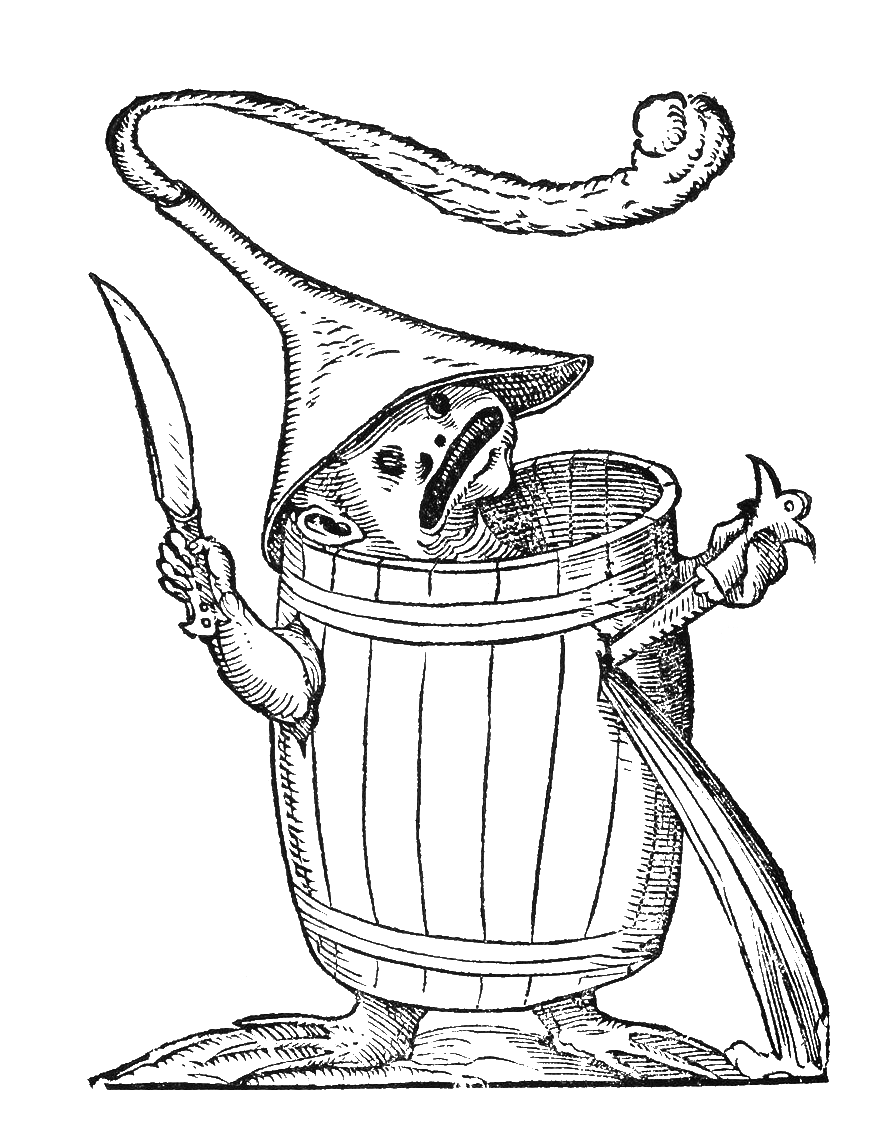
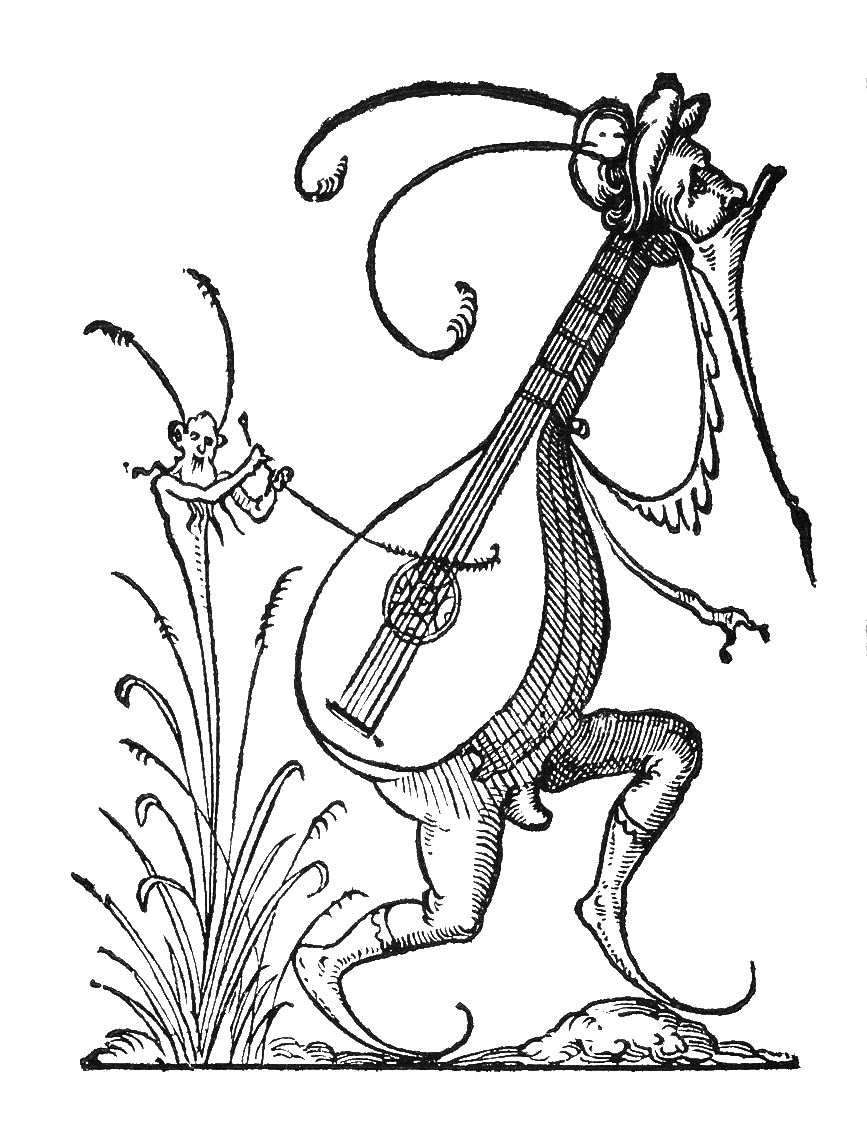
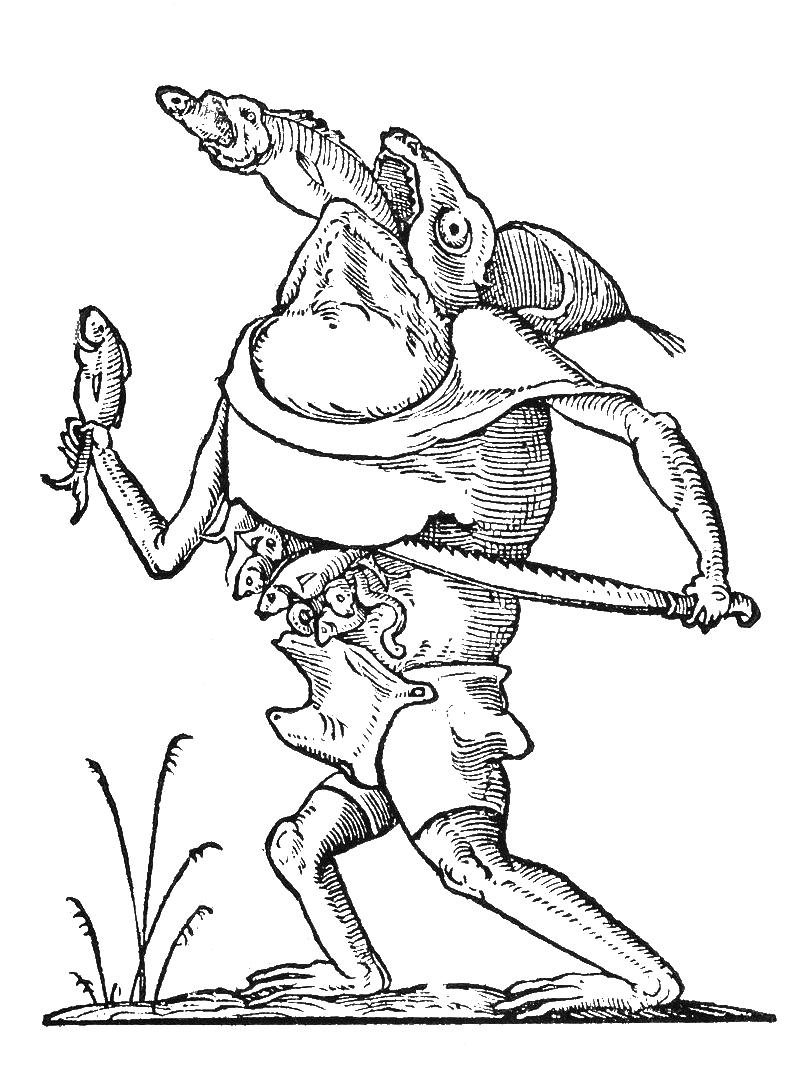